# Rejestr klauzul niedozwolonych
Rejestr klauzul niedozwolonych (właśc. rejestr postanowień wzorców umowy uznanych za niedozwolone) – zestawienie klauzul abuzywnych prowadzone przez Prezesa UOKiK. Do rejestru są wpisywane z urzędu wszystkie postanowienia umowne, które zostały uznane za niedozwolone w stosunkach z konsumentami przez Sąd Ochrony Konkurencji i Konsumentów albo przez Prezesa UOKiK. Z racji zmian w przepisach na chwilę obecną funkcjonują dwa rejestry – jeden z klauzulami uznanymi za niedozwolone przez Sąd Ochrony Konkurencji i Konsumentów oraz drugi zawierający decyzje wydane przez Prezesa UOKiK. Oba rejestry są jawne, bezpłatne i dostępne na stronie internetowej UOKiK.

## Możliwość powoływania się na klauzule znajdujące się rejestrach
Klauzule abuzywne znajdujące się w rejestrach Prezesa UOKiK zostały wydane w indywidualnych sprawach przeciwko konkretnym przedsiębiorcom i konkretnym postanowieniom umownym. Wpisanie klauzuli niedozwolonej w stosunku do danego przedsiębiorcy pozwala się powoływać na ten fakt wyłącznie w stosunku do tego konkretnego przedsiębiorcy.
Jednakże znalezienie w rejestrze klauzuli podobnej do klauzuli znajdującej się w umowie z innym przedsiębiorcą, wysoce uprawdopodabnia, że taka klauzula zostanie uznana za niedozwoloną w postępowaniu przed Prezesem UOKiK.

## Postępowanie w sprawie wpisania klauzuli do rejestru
Decyzje w sprawie uznania postanowienia umownego za niedozwolone wydaje Prezes UOKiK. Prezes może określić w decyzji środki usunięcia trwających skutków naruszenia zakazu stosowania klauzul niedozwolonych, w szczególności zobowiązać przedsiębiorcę je stosującego do:
1. poinformowania konsumentów, będących stronami umów zawartych na podstawie wzorca umownego, o uznaniu za niedozwolone postanowienia tego wzorca – w sposób określony w decyzji;
2. złożenia jednokrotnego lub wielokrotnego oświadczenia o treści i w formie określonej w decyzji, np. przez publikację przeprosin lub przyznanie się do stosowania nieuczciwych praktyk rynkowych w prasie lub na stronie internetowej przedsiębiorcy.
Powyższe środki – w zależności od wagi naruszenia – mogą być stosowane łącznie. Ponadto, Prezes UOKiK może nakazać publikację decyzji w całości lub w części, z zaznaczeniem, czy decyzja ta jest prawomocna, w określonej w niej formie, na koszt przedsiębiorcy. Prezes UOKiK nie rozstrzyga natomiast o wzajemnych interesach pomiędzy konsumentem a przedsiębiorcą.

## Kary w przypadku wpisania klauzuli do rejestru
Prezes UOKiK może nałożyć na przedsiębiorcę stosującego niedozwolone postanowienia umowne karę w wysokości 10% obrotu osiągniętego w roku obrotowym poprzedzającym rok nałożenia kary, jeżeli przedsiębiorca stosował klauzule niedozwolone, choćby nieumyślnie.